# Micromatta
Micromatta is een monotypisch geslacht van spinnen uit de  familie van de Tetrablemmidae.

## Soort
- Micromatta atoma Shear, 1978